# Ahmed Sharif as-Senussi
Ahmed Sharif as-Senussi, in arabo  أحمد الشريف السنوسي (Giarabub, 1873 – Medina, 10 marzo 1933), fu capo della confraternita e della famiglia dei Senussi di Libia, nonché zio e suocero nel contempo di re Idris I di Libia (sua figlia Fatimah el-Sharif fu infatti cugina di primo grado e moglie di quest'ultimo).

## Biografia

### Primi anni
Ahmed Sharif era nipote di Muhammad ibn Ali as-Senussi, fondatore della confraternita religiosa dei Senussi in Cirenaica a metà del XIX secolo. Nel 1895, as-Senussi accompagnò suo padre Mohammed ash Sharif, e suo zio Mohammed el Mahdi, poi capo dell'ordine dei Senussi, nel loro viaggio da Giarabub dove i primi Senussi si erano stabiliti a Cufra dove rimasero sino al 1899, e dove il padre di Ahmed morì nel 1896.
Nel 1899 Mohammed el Mahdi as-Senussi si spostò da Cufra a Zawiat Guru, nel moderno Ciad, e poi a Bergo, sperando di frenare l'avanzata francese in Ciad.

### Le lotte contro i francesi
Nel 1900, le forze francesi si avvicinarono a Kanem e Mohammed el Mahdi diede il compito a suo nipote Ahmed di guidare lo scontro che appariva ormai inevitabile. Tra quanti che combatterono con lui vi furono anche Mohammed el Barrani (governatore di Zawiyat Ber Alali a Kanem), e Omar Al-Mukhtar, futuro leader della resistenza in Libia.
Il 1 giugno 1902, Mohammed el Mahdi morì. Dal momento che suo figlio Mohammed Idris aveva solo 12 anni, prima della sua morte egli decise di nominare suo nipote Ahmed Sharif quale suo successore.
Ahmed ash Sharif continuò la lotta contro i francesi in Ciad, lotta che comunque si concluse con un fallimento totale quando le forze francesi catturarono Wadai nel 1909.

### Lotte contro gli italiani
Nell'ottobre del 1911 gli italiani invasero la Libia e pertanto as-Senussi sospese la guerra contro i francesi in Ciad per concentrare i propri sforzi contro gli italiani. Il movimento dei Senussi ebbe vita facile nell'unificare le varie tribù della Cirenaica contro gli italiani.
La prima battaglia di peso combattuta dall'esercito capeggiato da as-Senussi fu a Sidi Kraiyem presso l'odierna Derna. La battaglia risultò una sconfitta per le forze italiane.
Nel 1915, dopo quattro anni di ostilità, le forze italiane in Cirenaica erano confinate in avamposti sparuti sulla costa.
Nel suo libro "La strada per La Mecca", Muhammad Asad parla delle discussioni avute personalmente con as-Senussi ed il suo incarico in Libia.

### La guerra con gli inglesi in Egitto

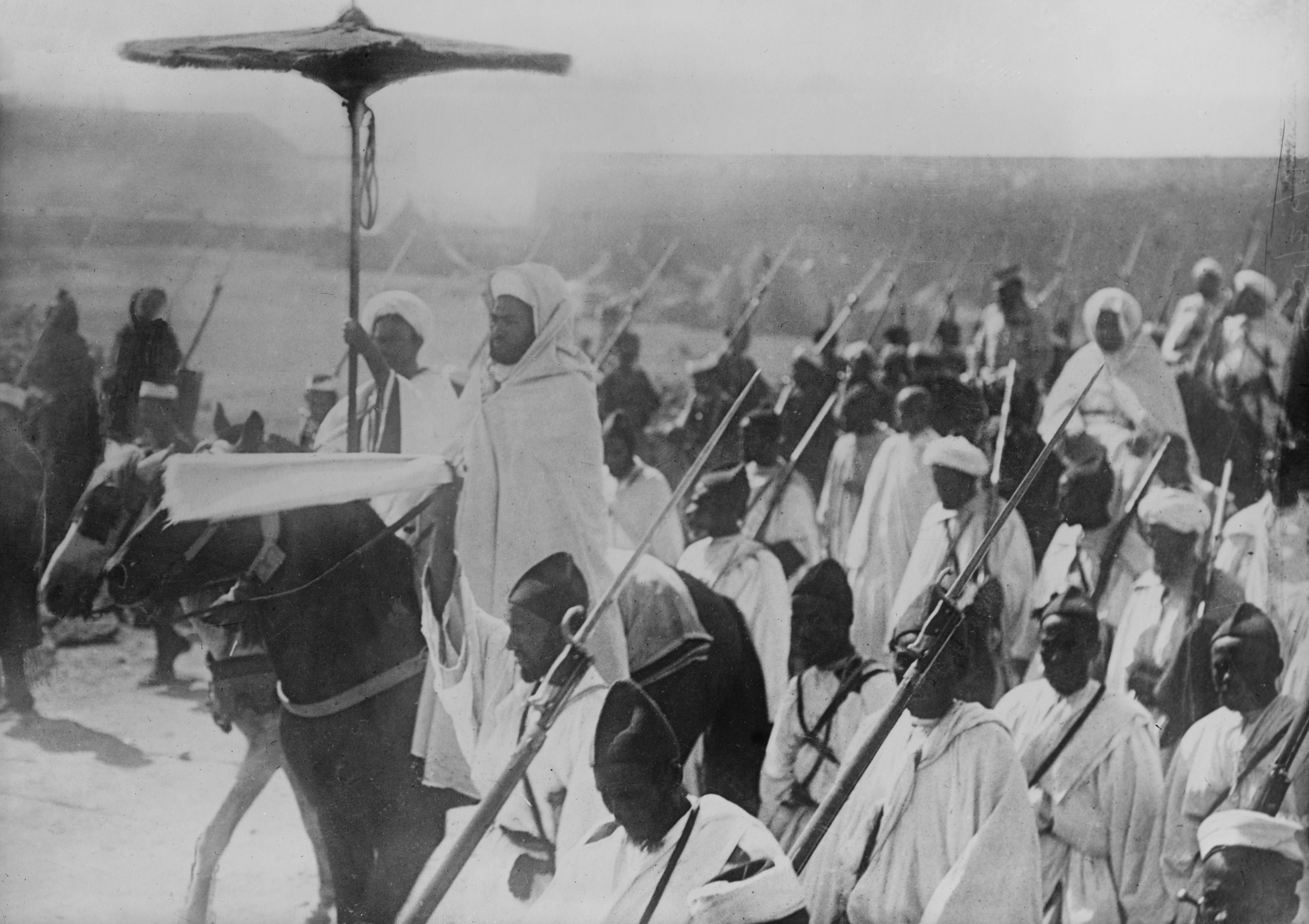
I Senussi si preparano alla guerra contro gli inglesi

Con lo scoppio della prima guerra mondiale, l'Impero ottomano, che formalmente regnava sulla Libia, si trovò alleato delle Potenze Centrali e pertanto entrò in guerra con l'Impero britannico. L'Italia si unì agli Alleati nel maggio del 1915.
Nel febbraio del 1915 i turchi attaccarono il canale di Suez. In un primo momento Ahmed ash Sharif, già vice del califfo ottomano in Nord Africa, non venne coinvolto nel conflitto contro gli inglesi, ma nel novembre di quello stesso anno, incoraggiato dai turchi stessi, i cavalieri Senussi invasero al suo comando l'Egitto e presero la città di Sollum. Le forze inglesi si ritirarono verso Mersa Matruh.
I Senussi godevano di una notevole influenza sulle popolazioni di molte oasi egiziane (Siwa, Kharga, Dakhla, ed altre) gli inglesi furono costretti a prendere seriamente la loro ingerenza nella guerra.
Nel febbraio del 1916 gli inglesi contrattaccarono e ripresero Unjela, tra Mersa Matruh e Sidi Barrani, ed il 14 marzo ripresero Sollum.
Indeboliti da questa sconfitta, as-Senussi concessero la guida del loro popolo al ventiseienne cugino del capo in carica, Mohammed Idris (poi re Idris I di Libia), che condusse i negoziati con gli inglesi.

### Gli ultimi anni
Nell'agosto del 1918, Ahmed lasciò la Libia alla volta dell'Impero austro-ungarico, spostandosi quindi nell'Impero ottomano e poi nell'Hejaz, dove morì a Medina il 10 marzo 1933.

## Albero genealogico
|                               |   |   | Genitori |  |  | Nonni                                                                                            |  |  | Bisnonni |  |
|                               |   |   |          |  |  | Sayyid Muhammad bin Ali al-Sanussi al-Khattabi al-Mujahiri al-Idrisi al-Hasani, I Grande Sanussi |  |  | …        |  |
|                               |   |   |          |  |  | Sayyid Muhammad bin Ali al-Sanussi al-Khattabi al-Mujahiri al-Idrisi al-Hasani, I Grande Sanussi |  |  | …        |  |
|                               |   | … |          |  |  | Sayyid Muhammad bin Ali al-Sanussi al-Khattabi al-Mujahiri al-Idrisi al-Hasani, I Grande Sanussi |  |  |          |  |
| Muhammad al-Sharif al-Senussi |   |   |          |  |  | Sayyid Muhammad bin Ali al-Sanussi al-Khattabi al-Mujahiri al-Idrisi al-Hasani, I Grande Sanussi |  |  |          |  |
|                               |   | … | …        |  |  |                                                                                                  |  |  |          |  |
|                               |   | … | …        |  |  |                                                                                                  |  |  |          |  |
|                               |   | … | …        |  |  |                                                                                                  |  |  |          |  |
| Ahmed Sharif as-Senussi       |   | … |          |  |  |                                                                                                  |  |  |          |  |
|                               | … | … |          |  |  |                                                                                                  |  |  |          |  |
|                               | … | … |          |  |  |                                                                                                  |  |  |          |  |
|                               | … | … |          |  |  |                                                                                                  |  |  |          |  |
| …                             | … |   |          |  |  |                                                                                                  |  |  |          |  |
|                               |   | … | …        |  |  |                                                                                                  |  |  |          |  |
|                               |   | … | …        |  |  |                                                                                                  |  |  |          |  |
|                               |   | … | …        |  |  |                                                                                                  |  |  |          |  |
|                               |   | … |          |  |  |                                                                                                  |  |  |          |  |